# Mayta Capac
Mayta Capac (Cuzco, 1290 – Cuzco, 1320) (kecsua Mayta Qhapaq Inka)  volt a negyedik sapa inka (az inka birodalom uralkodója és kormányzója). Amikor Lloque Yupanqui meghalt, Mayta Cápac még túl fiatal volt ahhoz, hogy átvegye a hatalmat, így nagybátyja vette át a parancsnokságot, amíg érett nem lett.

## Korai évek
Lloque Yupanqui és Cora mama fiaként kivételes tulajdonságokkal rendelkezett a katonai kormányzáshoz. Fiatalemberként azzal tűnt ki, hogy gőgös és bátor volt; és amikor részt vett családja vitáiban az Alcabizákkal, számos olyan találkozása volt, amelyekben mindig győzedelmeskedett, és végül legyőzte őket. Ezt hallva az inkák jelentették ezt rokonainak, akik viszont tudatták az emberekkel. Aztán elindultak, hogy feleséget találjanak neki. A saját testvére választotta ki a menyasszonyt, aki a legjobban ismerte az inkák természetét. Megtalálta Oma városában, engedélyt kért rokonaitól, megszerezte és Cuzcóba vitte. Ezt a nőt Mama Caua-nak hívták, és tőle az inkának fia született, akinek Mayta Capac lett a neve. Caua mama csak három hónapos terhes volt, amikor a fia megszületett. Fogakkal született. Élénk volt. És olyan gyorsan nőtt, hogy egy év végére olyan nagy és erős volt, mint egy nyolcéves. Kétéves korára már fiatal férfiakkal harcolt, és meg tudta verni és súlyosan megsebesíteni őket. Azt mondják, hogy játékokba kezdett az Alcahuiza, a Culunchima törzs bizonyos fiataljaival, akik Cuzco környékén éltek; És sokukat megsebesítette, és néhányat meg is öltek. Egy napon, amikor azon vitatkozott, hogy ki igyon vizet egy bizonyos kútból, eltörte az Alcahuizák főura fiának lábát, és a többi fiút a házukba kergette, ahol az Alcahuizák békében éltek anélkül, hogy zavarták volna az inkákat.

## Uralkodása
Mayta Cápacot a naptár reformerének nevezték. A krónikások nagy harcosként írják le, aki olyan területeket hódított meg, mint a Titicaca-tó, Arequipa és Potosí, míg valójában királysága még mindig Cuzco völgyére korlátozódott. Mayta Cápac Arequipa és Moquegua régiókat az inka birodalom irányítása alá helyezte. Nagy katonai teljesítménye az Alcabisas és Culunchimas törzsek leigázása volt. Mayta Capac királyságának kezdetét nagybátyja gyámsága alatt az Alcahuisa lázadó etnikai csoportja elleni háború emelte ki, amely három csata után ért véget. Az utolsó csatában az Alcahuisa vezetője, Ayar Ucho fogságba esett, ami véget vetett a konfliktusnak. Ayar Ucho-t életfogytiglani börtönbüntetésre ítélték és meghalt a börtönben. Amikor Mayta Capac elég érett volt ahhoz, hogy kormányzó legyen, az inkák már aggódtak az aymarák miatt, akik egy évszázad alatt sem tudták kiűzni őt a Cuzco-völgyből.